# Vierde Engels-Nederlandse Oorlog
De Vierde Engels-Nederlandse Oorlog (1780-1784) was een oorlog tussen de Republiek der Zeven Verenigde Provinciën en Groot-Brittannië. Pas in mei 1781 verklaarde de Republiek de oorlog aan Engeland, nadat dat land dat op 20 december 1780 had gedaan.
De eerdere drie zeeoorlogen hadden de hegemonie op zee als inzet. De vierde droeg meer het karakter van een Britse strafexpeditie, vanwege de Republikeinse "smokkel-steun" aan de rebellen ten tijde van de Amerikaanse Onafhankelijkheidsoorlog.

## Aanloop en aanleiding
Met de Glorieuze Revolutie van 1688 kwam er een einde aan de rivaliteit tussen Engeland en Nederland, doordat stadhouder Willem III van Oranje-Nassau naast Maria II van Engeland op de Engelse troon kwam. Deze manoeuvre werd echter op termijn de ondergang van de Nederlandse dominantie in de handel en daarmee op zee. De kooplieden begonnen Londen als nieuwe uitvalsbasis te gebruiken. De groei van de Nederlandse economie zwakte af. Vanaf 1720 was er zelfs sprake van achteruitgang, en rond 1780 lag het inkomen per hoofd van de bevolking in Groot-Brittannië boven dat in Nederland.
Jaloezie speelde nu een rol aan Nederlandse zijde, wat zich onder andere uitte in steun aan de rebellen in de Amerikaanse koloniën, die zich tijdens de Amerikaanse Onafhankelijkheidsoorlog probeerden los te maken van het Britse Rijk. Wapens en munitie werden naar de kolonie Sint Eustatius verscheept, waar ze vervolgens tot woede van de Engelsen aan de Amerikanen werden doorverkocht. Alhoewel de Engelsen protesteerden, ging de smokkelhandel gewoon door. In 1778 verklaarde Frankrijk aan Engeland de oorlog, Spanje sloot zich aan bij Frankrijk. Engeland vroeg de Republiek om militaire en maritieme steun, maar de Republiek verkoos neutraal te blijven en dreigde zich aan te sluiten bij het Verbond van Gewapende Neutraliteit.
Toen de Engelsen vervolgens in 1780 de zojuist benoemde Amerikaanse ambassadeur Henry Laurens, op weg naar zijn post in de Nederlanden, oppakten, visten ze daarbij een kistje met een geheim verdrag uit het water dat de ambassadeur overboord had gegooid. De Engelsen grepen het verdrag tussen de stad Amsterdam en de Amerikaanse rebellen aan om op 20 december de Republiek de oorlog te verklaren.

## Verloop van de oorlog
De Nederlandse marine was numeriek in de minderheid. Al in de winter van 1781 werd duidelijk dat de oorlog op een ramp voor de Republiek zou uitlopen.  Alleen al in januari 1781 werden 200 Nederlandse koopvaardijschepen opgebracht. In februari 1781 veroverde de Engelse admiraal George Brydges Rodney (1718-1792) het gewraakte eiland Sint Eustatius. Tot het enige grotere zeegevecht van de oorlog kwam het op 5 augustus 1781 in de slag bij de Doggersbank. Dit gevecht eindigde onbeslist. In de daaropvolgende maanden ontweek de Nederlandse vloot verdere gevechten. Hierdoor kwam het tot een feitelijke zeeblokkade van de Republiek. De zeeroute naar de Oostzee was bijvoorbeeld gesloten. De oorlog zorgde voor een verhoogde maritieme handelsactiviteit in de Oostenrijkse Nederlanden, met name via Oostende. Internationale kooplui vonden er een pragmatische oplossing voor het verderzetten van hun handel in het Caribisch gebied onder neutrale keizerlijke vlag.
In de rest van de wereld veroverden de Britten de West-Afrikaanse bezittingen van de WIC, evenals een aantal kolonies van de VOC. Ook Kaapstad bleef niet buiten schot. Onderweg om die kolonie aan te vallen, vielen de Engelsen de Saldanhabaai binnen, waar een aantal VOC-schepen lag te wachten om uit zicht van de Engelse vloot te blijven.
De economische schade voor Nederland was zeer groot. Het conflict leidde wel tot een nieuw groot bouwprogramma voor oorlogsschepen.
De Republiek sloot zich aan bij vredebesprekingen die vanaf 1782 in Parijs werden gehouden tussen Engeland en de Verenigde Staten, Frankrijk en Spanje. Op 2 september 1783 werd daar een voorlopig akkoord gesloten tussen de Republiek en Engeland. Pas op 20 mei 1784 sloten de beide landen in Parijs een definitief vredesverdrag. De VOC verloor het specerijenmonopolie. Engeland kreeg het recht op de vrije vaart op de Molukken. De Republiek verloor Negapatnam in India aan de Engelsen.
In 1785 sloot de Republiek ook vrede met keizer Jozef II na een conflict over geld- en grenskwesties dat in 1784 was uitgelopen in de Keteloorlog. De Republiek versterkte haar positie dat jaar nog door een verdedigend verbond met Frankrijk.

## Nasleep
Tijdens de oorlog was de helft van de VOC-vloot in handen gevallen van de Engelsen en hierbij gingen vele waardevolle ladingen verloren. Door middel van subsidies en garantiekredieten werd de VOC voor korte tijd van de ondergang gered totdat de organisatie in 1795 werd opgeheven. Ook de WIC ging gebukt onder de oorlog doordat de Engelsen korte metten hadden gemaakt met de handelspositie van de Republiek in de Caraïben. De WIC werd in 1791 genationaliseerd. Volgens historicus Friso Wielenga diende de Vierde Engels-Nederlandse Oorlog als katalysator van het economisch verval van de Republiek. De eens machtige Republiek was verworden tot een kleine mogendheid met een hoge staatsschuld en een kleine defensie.